# 牙買加勛章
牙买加勋章在牙买加授勋及嘉奖制度的6枚勋章中排名第5。该勋章设立于1969年，制度与英國授勳及嘉獎制度大致相当。
任何被牙買加當局認為有作出杰出表现的牙买加公民都能获颁牙买加勋章，成为获奖者（骑士团）的一员。被認為为牙买加做出突出贡献的外国人也能获颁牙买加勋章，成为荣誉骑士团成员。
牙买加勋章获得者拥有以下权利： 
- 佩戴勋章
- 获得尊称尊敬的
- 可以使用勳銜“OJ”（正式成员）或“OJ（Hon.）”（荣誉成员）

牙买加勋章的格言是“为了人民的契约”。